# U-Bahnhof Jinonice
Jinonice (tschechische Aussprache: [ˈjɪnoɲɪtsɛ]) ist ein U-Bahnhof auf der Linie B der Prager Metro. Er öffnete am 26. Oktober 1988 als Teil der Verlängerung vom Bahnhof Praha-Smíchov nach Nové Butovice. Der Bahnhof liegt in Prag 5. Er wurde 2017 renoviert.
Ursprünglich hieß die Station Švermova nach dem Journalisten und Freiheitskämpfer Jan Šverma.

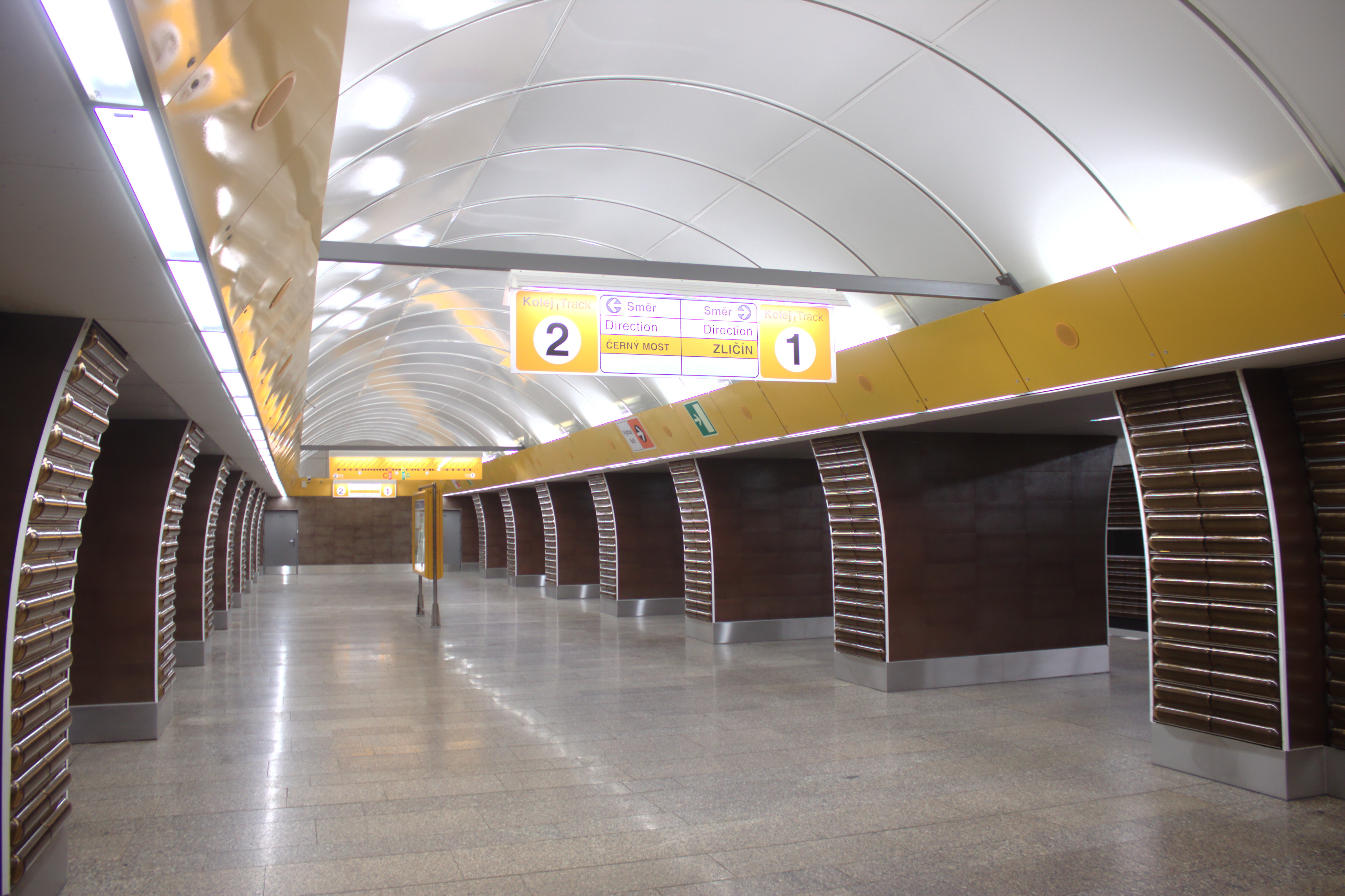
Die U-Bahn Station Jinonice nach der Renovierung 2017
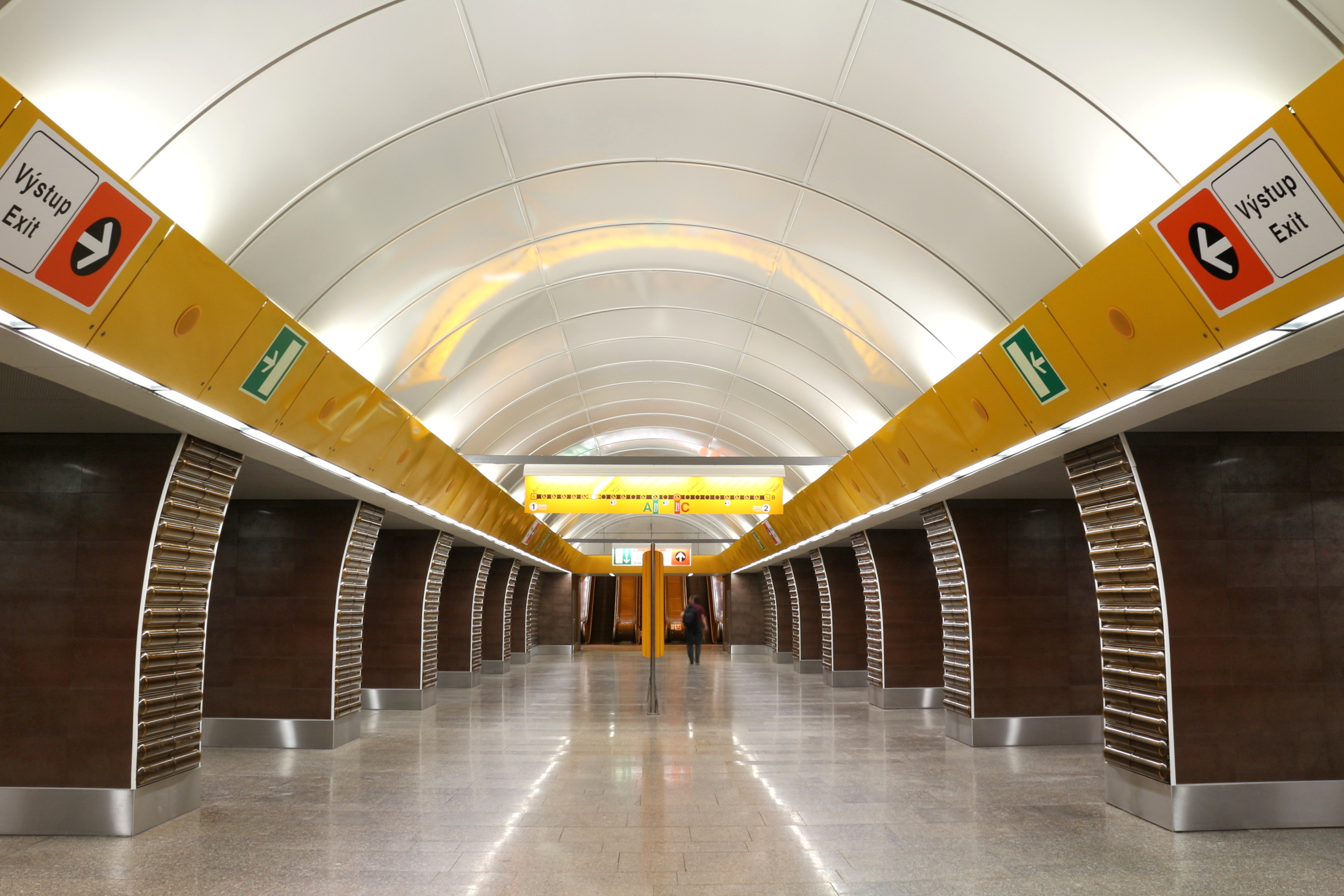
Die Plattform der U-Bahn Station